# ぐるっと日本グルメ旅
『ぐるっと日本グルメ旅』（ぐるっとにほんグルメたび）は、1993年1月9日から同年9月4日まで日本テレビ系列局で放送されていた日本テレビ製作の旅番組・グルメ番組である。放送時間は毎週土曜 19:00 - 19:54 （日本標準時）。

## 概要
前番組「大相似形テレビ」が視聴率が苦戦し1クールで終了したつなぎ番組として始まった番組。
日本国内の旅の情報と食の情報を伝えていた番組。毎回複数の芸能人たちを旅人役に招き、各々にその回のテーマに合わせた旅をしてもらっていた。放送第1回のテーマは「カニ」で、ゲストは阿藤海、迫文代、山口良一。ナビゲーターは、当時『ズームイン!!朝!』のキャスターを務めていた福留功男。